# Вопат, Ян
Ян Вопат (чеш. Jan Vopat; род. 22 марта 1973, Мост, Северочешский край) — чехословацкий и чешский хоккеист, защитник. С 1995 по 2000 год играл в НХЛ. Завершил карьеру в 2002 году.

## Биография
Ян Вопат является воспитанником литвиновского хоккея. Дебютировал за «Литвинов» в чемпионате Чехословакии сезона 1990/91. В 1995 году уехал в Северную Америку, где играл в НХЛ до 2000 года. Вернувшись в Европу, отыграл 2 сезона в Германии и Финляндии. В 2002 году завершил карьеру хоккеиста.
После окончания игровой карьеры стал скаутом. С 2005 по 2007 год был скаутом «Лос-Анджелес Кингз». С 2007 года работает скаутом «Сент-Луис Блюз», с 2013 года занимает должность главного европейского скаута клуба.

## Достижения

### Командные
Чемпион Европы среди юниоров 1991
 Бронзовый призёр чемпионата Европы среди юниоров 1990 и молодёжного чемпионата мира 1993

### Личные
- Лучший бомбардир (25 очков) и ассистент (18 передач) среди защитников чешской Экстралиги 1995

## Статистика
Чемпионат Чехии (Чехословакии) — 207 игр, 88 очков (32 шайбы + 56 передач)
НХЛ — 128 игр, 32 очка (11+21)
ИХЛ — 95 игр, 39 очков (9+30)
Чемпионат Германии — 32 игры, 15 очков (3+12)
Чемпионат Финляндии — 30 игр, 7 очков (4+3)
Сборная Чехии — 43 игры, 1 гол
Сборная Чехословакии — 3 игры
Всего за карьеру — 538 игр, 60 голов

## Семья
Ян Вопат из хоккейной семьи. Его отец, Ян Вопат старший (род. 24.07.1949) был хоккеистом и тренером литвиновского клуба. Сын Лукаш Вопат (род. 03.05.1990) играет в хоккей на позиции нападающего. Младший брат Роман Вопат (род. 21.04.1976) известный хоккеист, провёл 133 матча в НХЛ.